# Resolució 253 del Consell de Seguretat de les Nacions Unides
La Resolució 253 del Consell de Seguretat de l'ONU, aprovada per unanimitat el 29 de maig de 1968, després de reafirmar les resolucions anteriors, el Consell va observar amb preocupació que les mesures adoptades fins ara no han aconseguit posar fi a la rebel·lió a Rhodèsia del Sud i va condemnar les recents "execucions inhumanes dutes a terme pel règim il·legal a colònia de Rhodèsia del Sud que ha afrontat flagrantment la consciència de la humanitat". Després de condemnar el règim i demanar al Regne Unit que posés fi a la rebel·lió a Rhodèsia del Sud, el Consell va decidir que tots els estats membres haurien de:
(a) -evitar importar productes originaris de Rhodèsia del Sud després de la data d'aquesta resolució independentment del caràcter legal d'aquests productes
(b) - suspendre qualsevol activitat dels seus nacionals als territoris dels estats membres de les Nacions Unides dissenyats per promoure l'exportació de mercaderies de productes procedents de Rhodèsia del Sud
(c) - prohibir l'enviament de vaixells o avions registrats a Rhodèsia Meridional o per rhodesians d'entrar al seu territori.
(d): impedir la venda o subministrament per part dels seus nacionals o dels seus territoris de qualsevol producte o producte (excepte aquells estrictament destinats a finalitats mèdiques, educació, publicacions, notícies i en circumstàncies especials humanitàries, aliments)
(e): prohibir l'enviament de mercaderies per vaixells, avions o transport terrestre a través del seu territori destinats a Rhodèsia del Sud
El Consell també va decidir que els estats membres no haurien de posar a disposició del règim cap empresa d'utilitat comercial, industrial o pública, incloses les empreses turístiques, a Rhodèsia del Sud qualsevol fons per a la inversió o qualsevol altre finançament de recursos econòmics i evitar que els seus nacionals o qualsevol persona amb propietats als territoris de posar a disposició aquests recursos o recursos i remetre qualsevol altre fons a persones o organismes de Rhodèsia, excepte per a pensions, medis, humanitaris, educació, notícies i, en alguns casos, productes alimentaris. El Consell també va decidir que els estats membres impedirien l'entrada al seu territori de qualsevol persona que viatgi amb passaport de Rhodèsia, així com persones que es tinguin motius per creure que normalment són residents a Rhodèsia del Sud i que hi hagi raons per creure que han fomentat o encoratjat, o que sigui probable que afavoreixin o fomentin les accions fora de la llei del règim il·legal.
A continuació, el Consell va decidir que tots els estats membres impedirien que les companyies aèries que es constitueixin als seus territoris, així com aeronaus de la seva inscripció o en règim de xàrter, als seus nacionals d'operar a Rhodèsia del Sud o que s'uneixin a qualsevol companyia aèria constituïda o avió registrada a Rhodèsia del Sud. Es va demanar a les agències especialitzades de l'ONU que adoptessin totes les mesures possibles per evitar activitats que promoguessin, ajudessin o fomentessin l'emigració a Rhodèsia del Sud. El Consell també va demanar als estats membres i als organismes de les Nacions Unides que ajudessin Zàmbia com a prioritat, ja que la realització d'aquesta resolució probablement generaria problemes econòmics en aquest país. Finalment, el Consell va decidir establir un Comitè per informar sobre l'aplicació d'aquesta resolució.